# 地狱少女
《地獄少女》由日本動畫公司Studio Deen製作，大森貴弘執導的動畫作品，於2005年10月4日播出，全26集。改編漫畫版於講談社少女漫畫月刊《Nakayoshi》上連載，由永遠幸作畫。故事講述心懷怨恨的人們向來自地獄的幽靈少女閻魔愛締結契約，以自身死後墜入地獄為代價將怨恨對象流放至地獄延伸的經歷。
第二季動畫《地獄少女 二籠》於2006年10月7日播出，全26集。第三季《地獄少女 三鼎》於2008年10月4日播出，全26集。於2006年11月4日日本電視台播出真人改編電視劇，全12集。第四季動畫《地獄少女 宵伽》於2017年7月15日播出，全12集。 2019年由白石晃士執導、GAGA出品的真人電影版《地獄少女》（演員：森七菜、仁村紗和、玉城蒂娜）於同年11月15日在日本上映，翌年3月13日在台灣上映。

## 故事簡介
聽說在午夜零時，心懷怨恨的人就能夠進入叫作「地獄通信」的網頁。在網頁上打上怨恨之人的名字，被稱為「地獄少女」的少女閻魔愛就會顯現於心懷怨恨者的身後。
與其交談後便會交給對方一個頸部繫有紅線的稻草人，並說明締約方式和後果：只要解開紅線，契約就會成立，地獄少女會將對方所怨恨者流放到「地獄」。
但是，對方解除怨恨後，亦要付出代價。因為「害人終害己」，對方既然決定把怨恨的人流放到地獄，自己在死後也要面對在地獄裡面徘徊而無法去極樂世界的悲哀。起初在閻魔愛給予稻草人後，會先讓委託人體會到地獄中的痛苦，至於是否要解開紅線，完全是視委託人的決定。

## 設定

### 怨恨

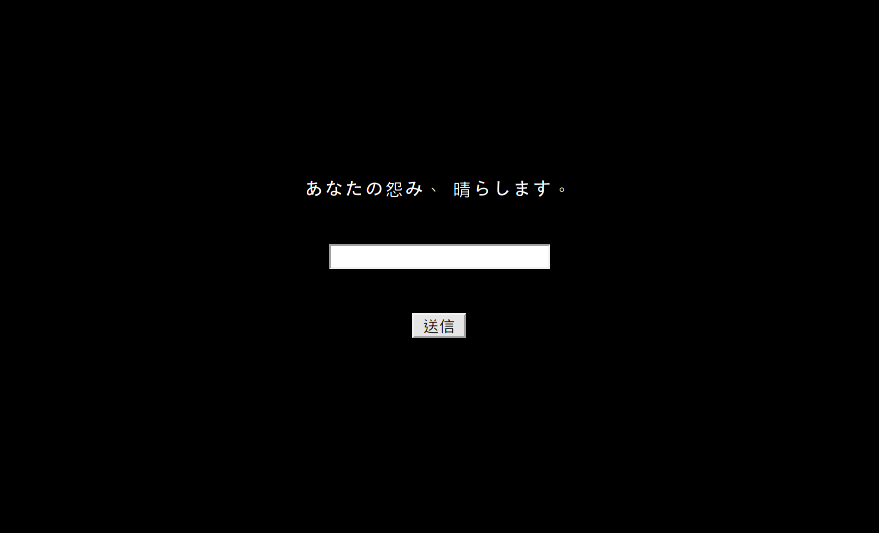
「地獄通信」網頁，圖中第一行字為 「あなたの怨み、晴らします。」
（君之怨恨，吾為之消。）

在第一季第八集，柴田一嘗試登入「地獄通信」而失敗，可見「地獄通信」的登入是有條件的。而從不同集數中大部分成功登入的人，都有著一個比較相似的共通點，在故事中稱為「怨恨」。怨恨程度如何往往是影響著故事發展的關鍵因素之一。

### 結約
怨恨往往導致委託者登入「地獄通信」。但是登入「地獄通信」不代表著流放別人到地獄，還須要「結約」。「結約」在故事中的代表為稻草人。「只要解開了稻草人上的紅線，就等於我和你正式結約。我會立刻帶你所怨恨的對象送入地獄」，這是地獄少女對委託人所說的。不過一種結約中不會不提的「代價」就和怨恨的對象一樣，靈魂會送入地獄，永遠去不了極樂地帶，在地獄中受苦，永遠繞迴着，雖然是在死後發生。故事中經常提及一個解釋「為何代價是如此」的原因：「害人終害己」。
如果委託者決定結約而抽掉稻草人上的紅線，稻草人即會飛走、消失。受詛人會立即被流放至地獄，但是委託人的胸前也會被印上標記，在委託人看見時提醒他們死後也會下地獄。除了標記之外，每一次結約後會有一枝白色、表面刻有委託人名字的蠟燭被點燃，並放在愛的屋子內的大缸中。蠟燭的長度代表委託人剩餘壽命。委託人死去時，蠟燭也會隨之熄滅。受詛人與委託人之間並非絕對二元對立關係，視情況不同有些委託人也會同時成為受詛人。
當委託人取得稻草人並且聽過地獄少女的說明後，決定不要流放受詛人時，可以在紅線尚未取下之前將稻草人交還給地獄少女，如此委託就會作廢。若是委託者收下了稻草人，但是受詛人卻在委託人準備抽去紅線前身故的話，稻草人會自動消失，委託也會失效。一個委託人只能詛咒一個受詛人，若有兩個人先後登入地獄通信，但想施予詛咒的對象相同的話，那麼最先登入地獄通信，並取得稻草人先結下契約的才算正式委託人，後登入者再怎麼嘗試登入地獄通信，也只會顯現無效訊息。而且在受詛人被流放後，無法對已被流放的人進行流放委託。此外，登入地獄通信的原始委託者被第三方人士取走稻草人流放受詛人，解開紅線的第三方人士則會被視為正式委託人並在胸前印上標記。

### 地獄通信
當結約之後，地獄少女即把被詛咒的人送入「地獄」。詛咒別人的委託者，也要送入「地獄」。「地獄」在故事中所指的意義也十分廣泛，大多為抽象性的地獄，其實有些具體的情節也可被理解成「地獄」。
同樣地，大部分受詛人在消失之後到深色河流之前看到的恐怖景象，也可能被理解成「地獄」。後者似乎有針對性質，受詛人若被認為在生前將惡行施加於別人的話，消失後看到的可能是和惡行有關聯的事物，甚至是將惡行施加於本身。這種帶一點報復性質的行為，和之後三藁等人試圖喚起受詛人對之前所犯惡行的記憶也有關聯。
還有一種意義上的「地獄」，指的是現實世界。這從某些集數可以看到。例如第一季第五集，委託人說「活著也是地獄」；二籠第二十四集其中一位超市職員委託地獄少女時說「這個城市才是地獄」；二籠第五集三藁之一的輪入道說「現實和地獄沒什麼區別」；三鼎第十九集愛也對柚木說了「地獄就存在於人心」。流放受詛人後，渡船經過三途川，上面漂浮著的水燈是人的靈魂。有些受詛人在通往地獄的渡船上，還得繼續被生前的惡行加諸在身上。

### 不同時代的地獄少女
地獄少女的故事雖集中在現代方面，但較早年代的亦有提及。不同時代的地獄少女有些微差異：
江戶時代初期
江戶時代初期即開始流傳接觸地獄少女的方式。當時心懷怨恨之人在神社當中可以找到一塊黑色的地獄繪馬。在其背後寫上受詛者的姓名，地獄少女即會現身。在四藁等人尚未成為閻魔愛部下的時候，地獄少女所交付的稻草人並不是由四藁所變成，且抽掉繫在稻草人上的紅線之後亦無「聽到你的怨恨了……」的回音。至於當時稻草人的來源以及是否會消失等仍然未明。同時受詛人流放到地獄後不會消失，肉身會呈現恐怖死狀。
平面媒體時代
報紙出現時，普通人在報紙上的尋人欄會看到一塊空白處，但帶有怨恨之人在空白處卻會見到地獄少女的聯絡資訊浮現。委託人寫上受詛者的姓名投入郵筒後，則會發現地獄少女出現。和互聯網出現的時代一樣，受詛人流放到地獄之後即會消失於無形。
資訊媒體時代
使用電腦在「地獄通信」網站聯絡地獄少女，地獄少女出現並交付稻草人。一旦解開紅線，稻草人消失及傳來回音。受詛人消失於無形，流放到地獄。
從二籠結末直到三鼎，手機也可以連接到「地獄通信」網站，其作用和電腦相同。（但在漫畫第一冊內已有使用手機）
第四季宵伽開始出現智慧型手機應用程式可以連上「地獄通信」。

### 成為地獄少女的條件和禁忌
於本作中出現三位地獄少女，依據她們的經歷，成為地獄少女的條件可能如下：必須是少女的靈體、死前懷有強烈的怨恨、對人間擁有強烈的留戀。另外先前條件是必先成為地縛靈繼續徘徊於陽間與陰間之中。
一旦成為地獄少女，必須遵守「不可依照己身意識流放他人至地獄」、「不可自主將被流放至地獄的受詛人送返人間」的規定，僅有委託人解開稻草人的紅線締結契約時才能採取流放行動。違反規則的地獄少女會遭受懲罰撤除職位，同時讓靈魂飽受折磨。

### 世界觀
本作所描寫的世界和現實世界差異不大，其中一樣不同的地方是前者強調「流放別人到地獄」的存在。在故事當中就花了不少篇幅去敘述不同人物對流放別人到地獄一事的看法：「因為要消除怨恨，所以要流放別人到地獄」這是不同怨恨者所持的看法。這在故事中佔了很大的篇幅，幾乎每一集皆有提及。委託人與其他當事者、第三方對此的觀點則各有分歧。
「任何人也不會得到幸福，復仇是沒有意義的」、「背負曾經流放別人到地獄的罪孽一輩子，是十分痛苦的一件事」、「人生可能面對不合理的事，但是不得不去克服，這才是生存的意義」為柴田一所提及。他在大部分時候都是阻止著地獄少女的流放，但是在一流最終回的尾段，卻因為覺得「妻子的死全是自己的錯」，於是叫女兒流放自己到地獄。
「去妨礙走投無路的人求助地獄少女是不好的事情」、「殺了別人父親的人，被流放到地獄是理所當然的」為柴田鶇所提及。她在故事中曾經不止一次要求父親，不要阻止地獄少女對別人的流放，因此也引發一些爭執（地獄少女一流二十一集）。但是在一流最終回，卻沒有流放認為「自己害死妻子」的父親。
一流第二十集，該集登場角色認為「腦子可能不認同復仇，但是心靈深處有擊敗對手的想法，而人類就是這樣的」。同時認為地獄少女「將別人送入地獄是偽善，有此能力應為自己所用」。
二籠第五集，一青年曾登入「地獄通信」網頁，卻沒有流放別人到地獄的打算，因為他認為「為那種人（指他在網頁中填上的人）付出（自己死後到地獄的）代價十分愚蠢」。二籠第八集登場的受詛人栗山真美年輕時期曾登入「地獄通信」網頁準備流放其懷恨的馬場翔子，但最終因為顧忌契約成立將導致死後落入地獄而沒有實際流放，反而陸續採用流言攻擊和煽動他人的方式報復馬場。反之，二籠第八集登場的委託教師馬場翔子則認同將他人流放到地獄將導致自身墜入地獄是「理所當然的代價」，原因是她認為自己該為教出利用教職唆使學生危害他人的受詛人栗山真美負責。
在二籠第十四集及二十二集後出現的紅林拓真認為「做了壞事必定會回到自己身上」，因此雖然曾經登入過「地獄通信」，卻沒有流放過別人。與之相對的是，他的身邊不斷有人被流放，於是他一直被大部分人誤會成為能夠將別人送入地獄的「惡魔之子」。

## 典故
地獄少女的締約方式源於一種日本古代相傳的詛咒儀式，稱為丑時參拜。
地獄少女取用並改造許多《百鬼夜行》中出現的鬼怪。
- 輪入道：是引誘他人回頭來看他的妖怪。中計的人隨之石化，輪入道則棄置靈魂，吃下殘存的肉體。受害者以女性居多，主要是成年女性，被認為是輪入道在她們後面叫她們看自己的孩子之故。輪入道之母因為保護他而死，於是後來人們利用這一點來預防輪入道的迫害。若是寫上「這裡是勝母的村落」並貼於自家門口的話往往能倖免於難。

- 骨女：生前是一位被他人欺負、蹂躪、侮辱的女子。死亡後帶著強烈的怨恨化為厲鬼，並報復素行不良的男子。只剩骨骼的她，常以人皮偽裝。在中国叫画皮鬼（出自《聊斋志异》）。

- 一目连：全名“天目一箇神”在日本，原来被认作是风神，也有锻冶之神的说法。一目连能掀起狂风，破坏别人的家，把人吹跑。漫畫第五集番外篇中菊里指出一目連為付喪神（由物件或塵埃修練成的妖怪），本體為武士刀。

## 製作團隊
- 原案 - 渡邊浩
- 原作 - 地獄少女PROJECT
- 監督 - 大森貴弘（第1季、二籠、宵伽）、渡邊浩（三鼎）
- 系列構成 - 金卷兼一
- 角色設計 - 岡真里子
- 機械工設計 - 小原涉平
- Prop設計 - 森下昇吾（第1季、二籠）、岩畑剛一（三鼎）
- 總作畫監督 - 相澤昌弘（第1季）、岡真里子（二籠、三鼎、宵伽）、秋山由樹子（三鼎）
- 美術監督 - 菱沼由典（第1季）、小木齊之（二籠、三鼎）、海津利子（宵伽）
- 色彩設計 - 松本真司
- 攝影監督 - 近藤慎與（第1季、二籠）、下崎昭（三鼎、宵伽）
- 編輯 - 松村正宏
- 音樂 - 高梨康治、水谷廣實 、藤澤健至（三鼎）
- 動畫製作人 - 飯島浩次、豊住政弘（宵伽）
- 製作人 - 阿部愛、林田師博（第1季、二籠）、松木愛（三鼎）、足立和紀 / 山佳孝典 / 塩谷佳之（宵伽）
- 動畫製作 - STUDIO DEEN
- 製作
  - 地獄少女PROJECT（SKY Perfect Well Think（日语：スカパー・ウェルシンク）、Aniplex）（第1季、二籠）
  - 三鼎製作委員会（Aniplex、TOKYO MX、年輕生活（日语：わかさ生活）、STUDIO DEEN）（三鼎）
  - 宵伽製作委員会（Aniplex、TOKYO MX、藤商事（日语：藤商事））（宵伽）

## 主題曲
地獄少女
片頭曲
作詞 - SNoW、山野英明 / 作曲 - SNoW、進藤安三津 / 歌 - SNoW
片尾曲
作詞 - 三重野瞳 / 作曲、編曲 -  / 歌 - 能登麻美子
- 插入曲
  - 作詞、作曲 - 金卷兼一 / 歌 - 能登麻美子

地獄少女 二籠
片頭曲「NightmaRe」
作詞 - SNoW / 山野英明 / 作曲 - SNoW・進藤安三津 / 編曲 - 進藤安三津、藤田謙一 / 歌 - SNoW
片尾曲
作詞 -  / 作曲、編曲 - Takumi、 / 歌 - 能登麻美子
地獄少女 三鼎
片頭曲
作詞 - 北出菜奈 / 作曲 - Velvet romica / 編曲 - 根岸孝旨 / 歌 - 北出菜奈
片尾曲
作詞 - 三重野瞳 / 作曲、編曲淺見昴生 / 歌 - 能登麻美子
- 插入曲（第3集）
- 插入曲（第3集）
  - 作詞 -  / 作曲、編曲 - 金卷兼一 / 歌 - 森山純（高垣彩陽）

地獄少女 宵伽
片頭曲
歌 - MIO YAMAZAKI
片尾曲
歌 - 能登麻美子

### PV
第一季片尾曲的PV收錄於DVD第一卷初回版。能登麻美子第一個PV，整個拍攝只有一次NG。PV於東京的一個和風建築中以詭異風拍攝，更出現一個小學生身型的閻魔愛人偶聲優雜誌SEIGURA2006年2月號第70頁的拍攝專訪。
第二季片尾曲的PV收錄於DVD第一卷初回版。能登麻美子第四個PV。於富士五湖之一的山中湖拍攝，原本在拍攝時有一段戴著帽子演出聲優雜誌SEIGURA2007年2月號第47頁的拍攝專訪。但後來因不明原因而刪去。

## 各話列表

### 地獄少女
| 話數       | 日文標題 | 中文標題             | 腳本       | 分鏡     | 演出     | 作畫監督                            |
| ---------- | -------- | -------------------- | ---------- | -------- | -------- | ----------------------------------- |
| 第一話     |          | 從薄暮那方而來       | 鈴木雅詞   | 大森貴弘 | 則座誠   | 岡真里子                            |
| 第二話     |          | 被魅惑的少女         | 金巻兼一   | 小寺勝之 | 大関雅幸 | 山川宏治 早川ナオミ                 |
| 第三話     |          | 污穢的土墩           | 広真紀     | 細田雅弘 | 細田雅弘 | 井上善勝                            |
| 第四話     |          | 聽不到的呼叫         | 福嶋幸典   | 森下昇吾 | 千葉大輔 | 小谷杏子                            |
| 第五話     |          | 高塔的女人           | 西園悟     | 小寺勝之 | 伊達将利 | 服部憲知                            |
| 第六話     |          | 下午的窗戶           | 高橋奈津子 | 小島正士 | 吉田俊司 | 森本浩文                            |
| 第七話     |          | 裂開的面具           | 広真紀     | 若林厚史 | 則座誠   | 山本佐和子                          |
| 第八話     |          | 寂靜的交集           | 金巻兼一   | 森下昇吾 | 栗井重紀 | 富沢和雄                            |
| 第九話     |          | 甜美的圈套           | 福嶋幸典   | 小寺勝之 | 小坂春女 | 小谷杏子 森本浩文                   |
| 第十話     |          | 朋友                 | 広真紀     | 大畑清隆 | 岡崎幸男 | 笠原彰 土橋昭人 森下昇吾            |
| 第十一話   |          | 斷裂的線             | 金巻兼一   | 大畑晃一 | 吉田俊司 | 服部憲知 清水貴子 小谷杏子 森下昇吾 |
| 第十二話   |          | 四散的碎片           | 高木登     | 後藤圭二 | 佐原亜湖 | 森本浩文 笠原彰 清水貴子            |
| 第十三話   |          | 煉獄少女             | 西園悟     | 小島正士 | 小坂春女 | 服部憲知 森下昇吾                   |
| 第十四話   |          | 死胡同的那方         | 高木登     | 小寺勝之 | 林直孝   | 小谷杏子 森本浩文                   |
| 第十五話   |          | 島上的女人           | 広真紀     | 大畑清隆 | 岡崎幸男 | 杉本光司 土橋昭人                   |
| 第十六話   |          | 流浪藝人之夜         | 福嶋幸典   | 大畑晃一 | 吉田俊司 | 服部憲知 森下昇吾                   |
| 第十七話   |          | 玻璃的風景           | 金巻兼一   | 名村英敏 | 則座誠   | 森本浩文                            |
| 第十八話   |          | 被束縛的少女         | 西園悟     | 小寺勝之 | 筑紫大介 | 服部憲知 森下昇吾                   |
| 第十九話   |          | 新娘人偶             | 高橋奈津子 | 福田道生 | 岡崎幸男 | 杉本光司 土橋昭人                   |
| 第二十話   |          | 地獄少女 對 地獄少年 | 広真紀     | 大畑清隆 | 林直孝   | 小谷杏子 笠原彰                     |
| 第二十一話 |          | 和藹的鄰居           | 福嶋幸典   | 大畑晃一 | 吉田俊司 | 服部憲知 森下昇吾                   |
| 第二十二話 |          | 悔恨的雨             | 西園悟     | 福田道生 | 小坂春女 | 笠原彰 清水貴子                     |
| 第二十三話 |          | 病院之光             | 高木登     | 大畑清隆 | 岡崎幸男 | 杉本光司 土橋昭人 水川弘理          |
| 第二十四話 |          | 黃昏村落             | 金巻兼一   | 渡邊浩   | 筑紫大介 | 服部憲知 森下昇吾                   |
| 第二十五話 |          | 地獄少女             | 金巻兼一   | 大森貴弘 | 小坂春女 | 笠原彰 清水貴子                     |
| 第二十六話 |          | 假縫                 | 金巻兼一   | 小島正士 | 大森貴弘 | 岡真里子                            |

### 地獄少女 二籠
| 話數       | 日文標題 | 中文標題           | 腳本              | 分鏡       | 演出              | 作畫監督                 |
| ---------- | -------- | ------------------ | ----------------- | ---------- | ----------------- | ------------------------ |
| 第一話     |          | 黑暗中的少女       | 金巻兼一          | 大森貴弘   | 大森貴弘          | 岡真里子                 |
| 第二話     |          | 泡影               | 広真紀            | 大畑清隆   | 吉田俊司          | 石川洋一                 |
| 第三話     |          | 親愛的小啟         | 高橋奈津子        | 小滝礼     | 筑紫大介          | 小谷杏子                 |
| 第四話     |          | 秘密               | 金巻兼一          | 渡邊浩     | 神保昌登          | 飯塚晴子 野口和夫        |
| 第五話     |          | 魯莽的地獄行       | 川崎裕之          | 中山ひばり | 株本毅            | 萩原弘光                 |
| 第六話     |          | 陽光映照之地       | 高木登            | 名村英敏   | 孫承希            | 秋山由樹子 鈴木彩子      |
| 第七話     |          | 羈絆               | 金巻兼一 鈴木雅詞 | 小滝礼     | 山口美浩          | 飯飼一幸                 |
| 第八話     |          | 假的地獄通信       | 西園悟            | 藤原良二   | 吉田俊司          | 石川洋一                 |
| 第九話     |          | 兄妹               | 高橋奈津子        | 中山岳洋   | 中山岳洋          | 波風立流                 |
| 第十話     |          | 曾根安娜的鬱悶假期 | 広真紀            | 渡邊浩     | 渡邊浩            | 菊地洋子                 |
| 第十一話   |          | 遠在天邊的鄰居     | 高木登            | 大畑清隆   | 筑紫大介          | 石川智美                 |
| 第十二話   |          | 黑之轍             | 西園悟            | 名村英敏   | 神保昌登          | 金順淵 南伸一郎          |
| 第十三話   |          | V的慘劇            | 川崎裕之          | 藤原良二   | 孫承希            | 石川洋一                 |
| 第十四話   |          | 寂靜的湖畔         | 金巻兼一          | 渡辺正樹   | 吉田俊司          | 萩原弘光                 |
| 第十五話   |          | 為了這個國家       | 西園悟            | 中山岳洋   | 中山岳洋          | 胡陽樹 飯塚晴子 鈴木彩子 |
| 第十六話   |          | 惡女志願           | 広真紀            | 名村英敏   | 神保昌登          | 波風立流                 |
| 第十七話   |          | 沉默的目光         | 広真紀            | 藤原良二   | 吉田俊司          | 石川智美                 |
| 第十八話   |          | 那個人的記錄       | 高木登            | 小滝礼     | 中野英明          | 飯飼一幸                 |
| 第十九話   |          | 溫泉地獄旅館       | 西園悟            | 大畑清隆   | 筑紫大介          | 金順淵                   |
| 第二十話   |          | 少女的相簿         | 高橋奈津子        | 名村英敏   | 中山岳洋          | 石川洋一 南伸一郎        |
| 第二十一話 |          | 輕飄飄的紙氣球     | 金巻兼一          | 藤原良二   | 吉田俊司          | 高橋英吉 萩原弘光        |
| 第二十二話 |          | 憧憬               | 金巻兼一          | 中山ひばり | 神保昌登          | 門智昭 南伸一郎          |
| 第二十三話 |          | 不信               | 広真紀            | 藤原良二   | 孫承希            | 金順淵 青木真理子        |
| 第二十四話 |          | 連鎖               | 西園悟            | 大畑清隆   | 中野英明          | 飯飼一幸                 |
| 第二十五話 |          | 徬徨               | 高橋奈津子        | 小滝礼     | 吉田俊司          | 石川智美                 |
| 第二十六話 |          | 藍染               | 金巻兼一          | 名村英敏   | 大森貴弘 平向智子 | 岡真里子 萩原弘光        |

### 地獄少女 三鼎
| 話數       | 日文標題 | 中文標題                   | 腳本       | 分鏡              | 演出       | 作畫監督            |
| ---------- | -------- | -------------------------- | ---------- | ----------------- | ---------- | ------------------- |
| 第一話     |          | 被奪走的少女               | 金巻兼一   | 渡邊浩            | 渡邊浩     | 秋山由樹子 小谷杏子 |
| 第二話     |          | 籠中鳥                     | 金巻兼一   | 大畑清隆          | 吉田俊司   | 石川洋一            |
| 第三話     |          | 腐爛的果實                 | 川崎裕之   | 藤原良二          | 星野真     | 日高真由美          |
| 第四話     |          | 大哥                       | 広真紀     | 神保昌登          | 神保昌登   | 荻原弘光            |
| 第五話     |          | 空蟬                       | 高木登     | 小滝礼            | 小坂春女   | 河南正昭            |
| 第六話     |          | 我的老師                   | 森山あけみ | 名村英敏          | 岡嶋国敏   | Bak Sangjin         |
| 第七話     |          | 騙子                       | 根元歳三   | 新留俊哉          | 吉田俊司   | 門智昭              |
| 第八話     |          | 鄰居                       | 三重野瞳   | 藤原良二          | 羽原久美子 | 輿石暁 伊貞熈       |
| 第九話     |          | 失散的神靈                 | 鈴木雅詞   | 小滝礼            | 高村雄太   | 胡陽樹              |
| 第十話     |          | 鏡中的金魚                 | 国井桂     | 大畑清隆 藤原良二 | 神保昌登   | 石川洋一            |
| 第十一話   |          | 滲透之頁                   | 高木登     | 名村英敏          | 吉田俊司   | 安田京弘 星野尾高広 |
| 第十二話   |          | 仲夏的畫布                 | 広真紀     | 渡辺正樹          | 渡辺正樹   | 荻原弘光            |
| 第十三話   |          | 六文燈籠                   | 金巻兼一   | 藤原良二          | 上田茂     | Bak Sangjin         |
| 第十四話   |          | 怨恨的街角                 | 川崎裕之   | 藤原良二          | 星野真     | 日高真由美          |
| 第十五話   |          | 兔與龜                     | 根本歳三   | 神保昌登          | 神保昌登   | 門智昭              |
| 第十六話   |          | 誘惑的陷阱                 | 高木登     | 名村英敏          | 吉田俊司   | 胡陽樹              |
| 第十七話   |          | 稻草之中                   | 広真紀     | 小滝礼            | 高村雄太   | 石川洋一            |
| 第十八話   |          | Special Radio （特別廣播） | 三重野瞳   | 渡辺正樹          | 渡辺正樹   | 星野尾高広          |
| 第十九話   |          | 雪月花                     | 川崎裕之   | 藤原良二          | 羽原久美子 | 輿石暁              |
| 第二十話   |          | 地獄博士 對 地獄少女       | 小中千昭   | 名村英敏          | 吉田俊司   | 萩原弘光            |
| 第二十一話 |          | 背後的真相                 | 森山あけみ | 神保昌登          | 神保昌登   | 門智昭 Bak Sangjin  |
| 第二十二話 |          | 華與月                     | 国井桂     | 藤原良二          | 星野真     | 日高真由美          |
| 第二十三話 |          | 黃昏下的斜坡               | 根元歳三   | 高村雄太          | 藤原良二   | 胡陽樹              |
| 第二十四話 |          | 蜉蝣                       | 高木登     | 渡辺正樹          | 渡辺正樹   | 星野尾高広          |
| 第二十五話 |          | 柚木                       | 金巻兼一   | 藤原良二          | 吉田俊司   | 石川洋一 門智昭     |
| 第二十六話 |          | 靈魂的軌跡                 | 金巻兼一   | 渡邊浩            | 渡邊浩     | 岡真里子 萩原弘光   |

### 地獄少女 宵伽
| 話數     | 日文標題 | 中文標題           | 腳本       | 分鏡       | 演出              | 作畫監督                                                 |
| -------- | -------- | ------------------ | ---------- | ---------- | ----------------- | -------------------------------------------------------- |
| 第一話   |          | 看不見聽不見       | 金巻兼一   | 畠山守     | 吉田俊司          | 清水勝祐、加藤万由子 木下勇喜                            |
| 第二話   |          | 非你不可           | 吉永亜矢   | 斉藤哲人   | 伊勢昌弘 ボブ白旗 | 中澤祐一、中山由美 飯田宏義                              |
| 第三話   |          | 何時何人           | 高木登     | 西本由起夫 | 高橋英俊          | 南伸一郎、武本大介                                       |
| 第四話   |          | 將我深埋           | 吉永亜矢   | 高本宣弘   | 中村近世          | 清水勝祐、木下勇喜 小林利充、さのえり 門智明、岡本恵里香 |
| 第五話   |          | 耳聞風之歌         | 金巻兼一   | 寺東克己   | 門田英彦          | 吉川佳織、阿部恒                                         |
| 第六話   |          | 織緞               | 金巻兼一   | 大森貴弘   | 大森貴弘          | 清水勝祐、木下勇喜 小林利充、伊藤幸 松下純子、昆富美子   |
| 第七話   |          | 回顧錄～污穢的土墩 | 広真紀     | 細田雅弘   | 細田雅弘          | 井上善勝                                                 |
| 第八話   |          | 回顧錄～下午的窗戶 | 高橋奈津子 | 小島正志   | 吉田俊司          | 森本浩文                                                 |
| 第九話   |          | 回顧錄～四散的碎片 | 高木登     | 後藤圭二   | 佐原亜湖          | 森本浩文、笠原彰 清水貴子                                |
| 第十話   |          | 回顧錄～黑之轍     | 西園悟     | 名村英敏   | 神保昌登          | 南伸一郎、金順淵                                         |
| 第十一話 |          | 回顧錄～籠中鳥     | 金巻兼一   | 大畑清隆   | 吉田俊司          | 石川洋一                                                 |
| 第十二話 |          | 回顧錄～失散的神靈 | 鈴木雅詞   | 小滝礼     | 高村雄太          | 胡陽樹                                                   |

## BD / DVD
全由Aniplex進行發售。
| 卷數                   | 發售日            | 收錄話數                | 規格編號          | 規格編號          |
| 卷數                   | 發售日            | 收錄話數                | BD                | DVD               |
| 第1期『地獄少女』      | 第1期『地獄少女』 | 第1期『地獄少女』       | 第1期『地獄少女』 | 第1期『地獄少女』 |
| ---------------------- | ----------------- | ----------------------- | ----------------- | ----------------- |
| 一                     | 2006年1月25日     | 第一話 - 第三話         | 不適用            | ANSB-1831         |
| 二                     | 2006年2月22日     | 第四話 - 第六話         | 不適用            | ANSB-1832         |
| 三                     | 2006年3月29日     | 第七話 - 第九話         | 不適用            | ANSB-1833         |
| 四                     | 2006年4月26日     | 第十話 - 第十二話       | 不適用            | ANSB-1834         |
| 五                     | 2006年5月24日     | 第十三話 - 第十五話     | 不適用            | ANSB-1835         |
| 六                     | 2006年6月28日     | 第十六話 - 第十八話     | 不適用            | ANSB-1836         |
| 七                     | 2006年7月26日     | 第十九話 - 第二十一話   | 不適用            | ANSB-1837         |
| 八                     | 2006年8月23日     | 第二十二話 - 第二十三話 | 不適用            | ANSB-1838         |
| 九                     | 2006年9月27日     | 第二十四話 - 第二十六話 | 不適用            | ANSB-1839         |
| 第2期『地獄少女 二籠』 |                   |                         |                   |                   |
| 一                     | 2007年2月28日     | 第一話 - 第三話         | 不適用            | ANSB-2471         |
| 二                     | 2007年2月28日     | 第四話 - 第六話         | 不適用            | ANSB-2472         |
| 三                     | 2007年4月25日     | 第七話 - 第九話         | 不適用            | ANSB-2473         |
| 四                     | 2007年4月25日     | 第十話 - 第十二話       | 不適用            | ANSB-2474         |
| 五                     | 2007年6月27日     | 第十三話 - 第十五話     | 不適用            | ANSB-2475         |
| 六                     | 2007年6月27日     | 第十六話 - 第十八話     | 不適用            | ANSB-2476         |
| 七                     | 2007年8月22日     | 第十九話 - 第二十二話   | 不適用            | ANSB-2477         |
| 八                     | 2007年8月22日     | 第二十三話 - 第二十六話 | 不適用            | ANSB-2478         |
| 箱ノ一（BOX1）         | 2007年1月24日     | 第一話 - 第六話         | 不適用            | ANZB-2470         |
| 箱ノ二（BOX2）         | 2007年3月28日     | 第七話 - 第十二話       | 不適用            | ANZB-2473         |
| 箱ノ三（BOX3）         | 2007年5月23日     | 第十三話 - 第十八話     | 不適用            | ANZB-2465～2466   |
| 箱ノ四（BOX4）         | 2007年7月25日     | 第十九話 - 第二十六話   | 不適用            | ANZB-2477         |
| 第3期『地獄少女 三鼎』 |                   |                         |                   |                   |
| 一                     | 2008年12月17日    | 第一話 - 第三話         | 不適用            | ANSB-2481         |
| 二                     | 2009年1月28日     | 第四話 - 第六話         | 不適用            | ANSB-2482         |
| 三                     | 2009年2月25日     | 第七話 - 第九話         | 不適用            | ANSB-2483         |
| 四                     | 2009年3月25日     | 第十話 - 第十二話       | 不適用            | ANSB-2484         |
| 五                     | 2009年4月22日     | 第十三話 - 第十五話     | 不適用            | ANSB-2485         |
| 六                     | 2009年5月27日     | 第十六話 - 第十八話     | 不適用            | ANSB-2486         |
| 七                     | 2009年6月24日     | 第十九話 - 第二十一話   | 不適用            | ANSB-2487         |
| 八                     | 2009年7月22日     | 第二十二話 - 第二十四話 | 不適用            | ANZB-2488         |
| 九                     | 2009年8月26日     | 第二十五話 - 第二十六話 | 不適用            | ANSB-2489         |
| 第4期『地獄少女 宵伽』 |                   |                         |                   |                   |
| 上                     | 2017年8月23日     | 第一話 - 第三話         | ANSX-12541        | ANSB-12541        |
| 下                     | 2017年9月27日     | 第四話 - 第六話         | ANSX-12542        | ANSB-12542        |

## 相關作品

### 漫畫
| 冊數         | 話數         | 日文標題      | 中文標題                   | 連載雜誌                                                                                          |
| 地獄少女     | 地獄少女     | 地獄少女      | 地獄少女                   | 地獄少女                                                                                          |
| ------------ | ------------ | ------------- | -------------------------- | ------------------------------------------------------------------------------------------------- |
| 第一冊       | 第1話        |               | 來自黑暗的彼方             | Nakayoshi 2005年11月號                                                                            |
| 第一冊       | 第2話        |               | 甜蜜陷阱                   | Nakayoshi Lovely 2005年秋之號                                                                     |
| 第一冊       | 第3話        |               | 墮落的偶像                 | Nakayoshi Lovely 2006年冬之號                                                                     |
| 第一冊       | 第4話        |               | 聽不到的叫聲               | Nakayoshi 2006年1月號                                                                             |
| 第一冊       | 第5話        |               | 危險的課外輔導             | Nakayoshi 2006年2月號                                                                             |
| 第二冊       | 第6話        |               | 銀盤之影                   | Nakayoshi 2006年3月號                                                                             |
| 第二冊       | 第7話        |               | 家人                       | Nakayoshi 2006年4月號                                                                             |
| 第二冊       | 第8話        |               | 扭曲的愛                   | Nakayoshi 2006年5月號                                                                             |
| 第二冊       | 第9話        |               | 迷路的貓                   | Nakayoshi 2006年6月號                                                                             |
| 第二冊       | 第10話       |               | 朋友                       | Nakayoshi 2006年7月號                                                                             |
| 第二冊       | 四格爆笑漫畫 |               | 小愛，加油！               | Nakayoshi 2006年5月号、 DVD第1卷～第5卷                                                           |
| 第三冊       | 第11話       |               | 黑暗的兼職                 | Nakayoshi 2006年8月號                                                                             |
| 第三冊       | 第12話       |               | 假考試                     | Nakayoshi 2006年9月號                                                                             |
| 第三冊       | 第13話       |               | 背叛的愛情                 | Nakayoshi 2006年10月號                                                                            |
| 第三冊       | 番外篇       |               | 粗縫                       | Nakayoshi Lovely 2006年夏之號                                                                     |
| 第三冊       | 番外篇       |               | 櫻花之歌                   | 單行本中的作品                                                                                    |
| 第三冊       | 四格爆笑漫畫 |               | 小愛，加油！2              | Nakayoshi 2006年9月號、 DVD第7卷～第8卷                                                           |
| 第四冊       | 無           |               | 序章                       | 單行本中的作品                                                                                    |
| 第四冊       | 第14話       |               | 悲哀的旋律                 | Nakayoshi 2006年11月號                                                                            |
| 第四冊       | 第15話       |               | 小狗的華爾滋               | Nakayoshi 2006年12月號                                                                            |
| 第四冊       | 第16話       |               | 美好的友情                 | Nakayoshi 2007年1月號                                                                             |
| 第四冊       | 第17話       |               | 偽地獄通訊                 | Nakayoshi Lovely 2007年冬之號                                                                     |
| 第四冊       | 四格爆笑漫畫 |               | 小愛，加油！3              | 《二籠》製作發表會、 二籠DVDBOX第1卷                                                              |
| 第四冊       | 特別篇       |               | 菊里日記                   | 作中作                                                                                            |
| 第五冊       | 第18話       |               | 笑容可人的偶像             | Nakayoshi 2007年2月號                                                                             |
| 第五冊       | 第19話       |               | 寄往地獄的信               | Nakayoshi 2007年3月號                                                                             |
| 第五冊       | 第20話       |               | 愛的日子                   | Nakayoshi 2007年4月號                                                                             |
| 第五冊       | 第21話       |               | 來自地獄的願望             | Nakayoshi 2007年6月號                                                                             |
| 第五冊       | 四格爆笑漫畫 |               | 小愛，加油！4              | 二籠DVDBOX第2~3卷                                                                                 |
| 第六冊       | 特別番外篇   |               | 遲到少女                   | Nakayoshi 2007年4月號                                                                             |
| 第六冊       | 第22話       |               | 到地獄的委託               | Nakayoshi 2007年7月號                                                                             |
| 第六冊       | 第23話       |               | 明亮的夢                   | Nakayoshi 2007年8月號                                                                             |
| 第六冊       | 特別篇       |               | 特別番外篇                 | Nakayoshi Lovely 2007年夏之號                                                                     |
| 第六冊       | 第24話       |               | 戀愛勝利組                 | Nakayoshi 2007年9月號                                                                             |
| 第七冊       | 第25話       |               | 焦慮的瞬間                 | Nakayoshi 2007年10月號                                                                            |
| 第七冊       | 第26話       |               | 小小的後悔                 | Nakayoshi 2007年11月號                                                                            |
| 第七冊       | 第27話       |               | 消遣                       | Nakayoshi 2007年12月號                                                                            |
| 第七冊       | 番外篇       |               | 紙氣球輕飄飄               | Nakayoshi Lovely 2月增刊號                                                                        |
| 第八冊       | 第28話       |               | 溫暖的心                   | Nakayoshi 2008年1月號                                                                             |
| 第八冊       | 第29話       |               | 寂靜的湖畔                 | Nakayoshi 2008年3月號                                                                             |
| 第八冊       | 第30話       |               | 自大的姊姊                 | Nakayoshi 2008年5月號                                                                             |
| 第八冊       | 第31話       |               | 連鎖                       | Nakayoshi 2008年6月號                                                                             |
| 第八冊       | 附錄         |               | 菊里日記                   | 單行本中的作品                                                                                    |
| 第九冊       |              |               |                            |                                                                                                   |
| 第32話       |              | 徬徨〔上集〕  | Nakayoshi 2008年7月號      |                                                                                                   |
| 第33話       |              | 徬徨〔下集〕  | Nakayoshi 2008年8月號      |                                                                                                   |
| 第34話       |              | 藍染          | Nakayoshi 2008年9月號      |                                                                                                   |
| 番外篇       |              |               | Nakayoshi Lovely 9月增刊號 |                                                                                                   |
| 四格爆笑漫畫 |              | 小愛，加油！5 | 二籠DVDBOX第4卷            |                                                                                                   |
| 新・地獄少女 |              |               |                            |                                                                                                   |
| 第一冊       | 第1話        |               | 蝶之舞                     | Nakayoshi 2008年11月號                                                                            |
| 第一冊       | 第2話        |               | 永遠在一起                 | Nakayoshi 2008年12月號                                                                            |
| 第一冊       | 第3話        |               | 將來的夢                   | Nakayoshi 2009年1月號                                                                             |
| 第一冊       | 第4話        |               | 自豪的姊姊                 | Nakayoshi 2009年2月號                                                                             |
| 第一冊       | 番外特別四格 |               | 根暗新聞                   | 地獄少女三鼎DVD 2009年1月28日號、2009年2月25日號                                                  |
| 第二冊       | 第5話        |               | 集團的約法三章             | Nakayoshi 2009年3月號                                                                             |
| 第二冊       | 第6話        |               | 光輝的學生會               | Nakayoshi 2009年4月號                                                                             |
| 第二冊       | 第7話        |               | 六文燈籠                   | Nakayoshi 2009年5月號                                                                             |
| 第二冊       | 第8話        |               | 蜉蝣                       | Nakayoshi 2009年6月號                                                                             |
| 第二冊       | 番外特別四格 |               | 製作發表會手冊             | 地獄少女三鼎                                                                                      |
| 第二冊       | 番外特別四格 |               | 根暗新聞                   | 地獄少女三鼎DVD 2008年12月17日號、2009年3月25日號                                                 |
| 第二冊       | 附錄         |               | 菊里日記                   | 作中作                                                                                            |
| 第三冊       | 第9話        |               | 柚木                       | Nakayoshi 2009年7月號、8月號                                                                      |
| 第三冊       | 特別篇       |               | 夏色的記憶                 | Nakayoshi Lovely 2009年9月號增刊                                                                  |
| 第三冊       | 特別篇       |               | 補習班老師                 | Nakayoshi Lovely 2009年12月號增刊                                                                 |
| 第三冊       | 四格地獄少女 |               | 根暗新聞                   | 地獄少女三鼎DVD 2009年4月22日號、2009年5月27日號 2009年6月24日號、2009年7月22日號 2009年8月26日號 |

#### 附錄四格漫畫
在單行本第二集、第三集與動畫DVD有附錄四格漫畫。雖然閻魔愛將受詛人流放地獄的設定不變，不過內容與畫風卻是搞笑；所有人物均被縮小成三、四頭身。裡面的閻魔愛因為專職夜班，早上精神不佳，不論是來到委託人的身邊或是上學都遲到。這是因為在日文中，「（Jigoku Shōjo）」和「（Chikoku Shōjo）」發音相近，因此「地獄少女」成為「遲到少女」。

### 單行本列表
| 冊數         | 講談社         | 講談社                 | 講談社                 | 長鴻出版社     | 長鴻出版社        |
| 冊數         | 發售日期       | 通常版 ISBN            | 特裝版 ISBN            | 發售日期       | EAN               |
| 地獄少女     | 地獄少女       | 地獄少女               | 地獄少女               | 地獄少女       | 地獄少女          |
| ------------ | -------------- | ---------------------- | ---------------------- | -------------- | ----------------- |
| 一           | 2006年1月25日  | ISBN 978-4-06-364101-5 | ISBN 978-4-06-362052-8 | 2006年11月7日  | EAN 4710765209742 |
| 二           | 2006年7月6日   | ISBN 978-4-06-364114-1 | ISBN 978-4-06-362057-3 | 2006年11月20日 | EAN 4710765210014 |
| 三           | 2006年10月6日  | ISBN 978-4-06-364124-0 | ISBN 978-4-06-362066-5 | 2007年4月3日   | EAN 4710765213664 |
| 四           | 2007年3月20日  | ISBN 978-4-06-364138-7 | ISBN 978-4-06-362074-0 | 2007年7月25日  | EAN 4710765216566 |
| 五           | 2007年7月19日  | ISBN 978-4-06-364155-4 | ISBN 978-4-06-362089-4 | 2007年11月22日 | EAN 4710765217556 |
| 六           | 2007年12月6日  | ISBN 978-4-06-364168-4 | ISBN 978-4-06-362096-2 | 2008年2月27日  | EAN 4712805821846 |
| 七           | 2008年3月19日  | ISBN 978-4-06-364181-3 | ISBN 978-4-06-362103-7 | 2008年6月12日  | EAN 4712805824601 |
| 八           | 2008年7月18日  | ISBN 978-4-06-364191-2 | ISBN 978-4-06-362119-8 | 2009年2月5日   | EAN 4712805829972 |
| 九           | 2008年10月6日  | ISBN 978-4-06-364197-4 | ISBN 978-4-06-362122-8 | 2009年3月3日   | EAN 4711552441253 |
| 新・地獄少女 |                |                        |                        |                |                   |
| 壹           | 2009年3月19日  | ISBN 978-4-06-362133-4 | ISBN 978-4-06-362133-4 | 2010年7月29日  | EAN 4713469353551 |
| 貳           | 2009年7月17日  | ISBN 978-4-06-362143-3 | ISBN 978-4-06-362143-3 | 2010年8月3日   | EAN 4713469353568 |
| 參           | 2009年11月6日  | ISBN 978-4-06-362152-5 | ISBN 978-4-06-362152-5 | 2011年2月12日  | EAN 4713469357931 |
| 地獄少女R    |                |                        |                        |                |                   |
| 1            | 2010年3月19日  | ISBN 978-4-06-364256-8 | ISBN 978-4-06-362158-7 | 2011年8月11日  | EAN 4716814192218 |
| 2            | 2010年8月6日   | ISBN 978-4-06-364275-9 | ISBN 978-4-06-362168-6 | 2011年8月11日  | EAN 4716814192300 |
| 3            | 2010年12月28日 | ISBN 978-4-06-364290-2 | ISBN 978-4-06-362178-5 | 2011年10月14日 | EAN 4716814194090 |
| 4            | 2011年4月6日   | ISBN 978-4-06-364303-9 | ISBN 978-4-06-362187-7 | 2012年1月10日  | EAN 4716814196315 |
| 5            | 2011年8月5日   | ISBN 978-4-06-364313-8 | ISBN 978-4-06-362192-1 | 2012年3月23日  | EAN 4716814198487 |
| 6            | 2011年11月4日  | ISBN 978-4-06-364327-5 | ISBN 978-4-06-362199-0 | 2012年8月23日  | EAN 4715409851912 |
| 7            | 2011年12月28日 | ISBN 978-4-06-364332-9 | ISBN 978-4-06-362200-3 | 2013年5月11日  | EAN 4715409858065 |
| 8            | 2012年4月27日  | ISBN 978-4-06-364350-3 | 不適用                 | 2013年12月28日 | EAN 4715409861461 |
| 9            | 2012年8月6日   | ISBN 978-4-06-364358-9 | 不適用                 | 2014年1月20日  | EAN 4715409862130 |
| 10           | 2013年2月6日   | ISBN 978-4-06-364373-2 | 不適用                 | 2015年1月31日  | EAN 4715409864554 |
| 11           | 2013年7月5日   | ISBN 978-4-06-364387-9 | 不適用                 | 2020年12月16日 | EAN 4713006542660 |

- 地獄少女 閻魔愛揀選 超恐怖故事

  - 發行日期：2007年7月19日 / ISBN 978-4-06-364157-8

收錄：「女生的秘密（女子の秘密）」Nakayoshi 2007年5月號刊載
- 地獄少女 閻魔愛揀選 超恐怖故事 恐

  - 發行日期：2008年7月18日 / ISBN 978-4-06-364193-6

收錄：「開朗的同學（明るいクラスメイト）」Nakayoshi 2008年4月號刊載
- 地獄少女 閻魔愛揀選 超恐怖故事 暗

  - 發行日期：2008年10月6日 / ISBN 978-4-06-364199-8

收錄：「偶像的女朋友（アイドルの彼女）」Nakayoshi 2008年2月號刊載
- 動畫小冊子 月 地獄少女 傑作選〜花鳥風月〜

  - 發行日期：2017年3月7日 / ISBN 978-4-06-393163-1

### 小說
| 作品名稱                   | 作者     | 插畫     | 出版社                    | 發行日期      | ISBN                   |
| -------------------------- | -------- | -------- | ------------------------- | ------------- | ---------------------- |
| 地獄少女 變化的彼岸花 （地獄少女 うつろいの彼岸花） | 天羽沙夜 | 南野彼方 | Enterbrain 《Fami通文庫》 | 2007年1月29日 | ISBN 978-4-75-773332-9 |
| 地獄少女 恨之纹章 （地獄少女 恨の紋章）     | 廣真紀   | 田上俊介 | Hobby Japan 《HJ文庫》    | 2007年2月1日  | ISBN 978-4-89-425510-3 |
| 小說 地獄少女 （小説 地獄少女）         | 石崎洋司 | 永遠幸   | 講談社 《Nakayoshi文庫》  | 2008年4月4日  | ISBN 978-4-06-373321-1 |

- 中文版

地獄少女：彼岸花
2008年2月16日發售、ISBN 978-957-103-780-6（尖端）

### 遊戲
2007年9月27日發售由COMPILE HEART製作、發售的任天堂DS平台冒險遊戲《地獄少女 朱蘰》。新增高橋瑞穗和高橋奈奈兩位角色，玩家會以瑞穗的身份進行遊戲。2009年9月17日發售由COMPILE HEART製作、發售的PS2平台冒險遊戲《地獄少女 澪緣》。Konami也製作日本手機i-αppli使用的遊戲，為地獄少女風的落下型方塊遊戲。

## 其他相關
- 在片頭曲前一段旁白中所使用的畫為幕末至明治時代的畫家河鍋曉齋之作品。
- 以地獄少女為主題、店員也「Cosplay」為故事角色的咖啡廳「冥土咖啡廳」曾於2006年9月29日至同年12月3日開啟。最初只是預計經營一個月，但因為「地獄少女」受歡迎的關係而延長運作。咖啡廳位於澀谷區的澀谷PARCO ZERO GATE 3樓。另外，為主角閻魔愛配音的聲優能登麻美子亦於開張當日，在澀谷PARCO TFM西班牙坂錄音室出席紀念活動。

## 外部連結
官方網站
- （日語）《地獄少女》官方網站（页面存档备份，存于）（地獄少女PROJECT）
- （日語）《地獄少女》動畫官方網站（页面存档备份，存于）（東京MX電視台）
- （日語）《地獄少女二籠》動畫官方網站（页面存档备份，存于）（東京MX電視台）
- （日語）《地獄少女三鼎》動畫官方網站（页面存档备份，存于）（東京MX電視台）
- （日語）《地獄少女 宵伽》動畫官方網站（页面存档备份，存于）
- （日語）《地獄少女》漫畫官方網站（講談社）
- （日語）《地獄少女》電視劇官方網站（页面存档备份，存于）（日本電視台）
- （日語）《地獄少女 朱蘰》NDS遊戲官方網站
- （日語）《地獄少女》拼圖玉手機遊戲網站（Konami）
- 舞台版 地獄少女
- 映画『地獄少女』（页面存档备份，存于）